# Sydney-Harbour-Tunnel
Der Sydney-Harbour-Tunnel ist ein doppelzügiger Straßentunnel unter dem Hafen von Sydney im Osten des australischen Bundesstaates New South Wales. Er verbindet den Cahill Expressway im Stadtzentrum von Sydney mit dem Warringah Freeway in North Sydney. Damit verläuft er parallel zur Sydney Harbour Bridge und entlastet diese vom Verkehr.

## Verlauf
Der Sydney Harbour Tunnel führt den am Westrand des Botanischen Gartens in einem Tunnel verlaufenden Cahill Expressway (Met-1) nach Norden fort, wo dieser nach Westen zum Circular Quay abbiegt und in Hochlage wechselt. Westlich unterhalb des Sydney Opera House führt er unter dem Port Jackson hindurch nach North Sydney. Dort mündet er in den Warringah Freeway (Met-1) ein.
Der Tunnel verläuft in einem Winkel von ca. 30° zur Sydney Harbour Bridge genau in Nord-Süd-Richtung. Er besitzt vier Fahrstreifen. 2008 wurden täglich 90.000 Fahrzeuge gezählt, die den Tunnel passierten.

## Bau
Der Tunnel besteht aus drei Sektionen, einem 900 m langen, doppelzügigen Tunnel am Nordufer des Hafens, einem 400 m langen, doppelzügigen Tunnel am Südufer des Hafens und einem 960 m langen Absenktunnel dazwischen. Die Höhendifferenz zwischen dem tiefsten Punkt des Tunnels, 25 m unter dem Hafen, zum Nordausgang beträgt etwa 55 m, die zum Südausgang etwa 35 m.
Der Absenktunnel besteht aus acht vorgefertigten Betonabschnitten. Diese Fertigbetonteile wurden mehr als 100 km entfernt von Sydney in einem Gussbecken in Port Kembla hergestellt und dann in den Hafen von Sydney geschleppt. Vor der Ankunft der Betonteile grub man einen Graben, in den die Tunnelabschnitte dann abgesenkt wurden. Nach Einbau der Abschnitte wurde der Graben wieder verfüllt und oben mit Felsplatten verschlossen, die den Tunnel gegen Schiffshavarien und abgerissene Anker schützen sollen.
Die unterirdischen Tunnelstücke an den beiden Enden wurden in einer Kombination von Schubtechnik und klassischem Tunnelbau erstellt. Der gesamte Tunnel kostete AU-$ 554,25 Mio. und soll sowohl Erdbeben als auch sinkenden Schiffen widerstehen.
Einer der nördlichen Pfeiler der Sydney Harbour Bridge wurde abgeändert, um einen Ausgang für die Entlüftung des Tunnels zu schaffen. Weitere Entlüftungsein- und -ausgänge sind im Bradfield Park am Nordende der Brücke hinter Gruppen von Büschen versteckt.
Frischluft wird von einer unterirdischen Ventilatorstation am Nordufer des Hafens angesaugt und in alle Abschnitte des Tunnels gedrückt. Dafür sind 14 Axialventilatoren mit je 2,5 m Durchmesser im Einsatz. Der Entlüftung dienen 16 Ventilatoren, von denen je acht in den beiden Nordpfeilern der Sydney Harbour Bridge untergebracht sind. Sie können bis zu 1.500 m³/s fördern, was einem kompletten Luftwechsel im Tunnel alle 2 min. entspricht. Im Notfall können alle Ventilatoren in die gleiche Richtung laufen und Rauch aus dem Tunnel abziehen. Jeder der Ventilatoren fördert 53–103 m³/s. Die Ventilatoren wurden intensiven Tests unterzogen.
Am 30. August 1992 wurde der Tunnel einen Tag lang für Fußgänger geöffnet. Der Ertrag aus dem Verkauf der Eintrittskarten wurde dem Royal Institute of Deaf and Blind Children gespendet. Tags darauf wurde der Tunnel dem Verkehr übergeben.

## Betrieb
Der Sydney-Harbour-Tunnel wird in Partnerschaft zwischen der Regierung von New South Wales und durch Ausschreibung ausgewählten privaten Investoren erstellt und betrieben. Transfield Pty. Ltd. und Kunagai Gumi bildeten ein 50/50-Joint-Venture, das den Tunnel baute und einen Vertrag für den Betrieb von 1992 bis 2023, einschließlich Unterhalt und dem Recht der Mauterhebung, besitzt. Als Folge der 1997 erfolgten Aufteilung der Werte von Transfield und der Schaffung von Tenix wurden die Rechte und Pflichten für den Betrieb des Tunnels in den verbleibenden 30 Jahren im Verhältnis 50 % (Kumagai Guni), 25 % (Transfield) und 25 % (Tenix) aufgeteilt. Am Vertragsende im Juni 2023 fällt der Tunnel an den Bundesstaat New South Wales.
Gegen den Bauvertrag mit Transfield gab es viele skeptische Stimmen, nachdem andere Projekte der Gruppe – auch solche mit Absenktunneln – strukturelle Probleme gezeigt hatten, die zu Lecks führten.

### Mauterhebung
2006 kündigte die Regierung von New South Wales an, dass die Bar-Mauterhebung auf den Straßen in Sydney spätestens 2010 enden sollte. Im Juli 2007 wurde am Sydney Harbour Tunnel ein vollelektronisches Mauterhebungssystem, entsprechend denen am WestLink, am Lane-Cove-Tunnel und am Cross-City-Tunnel, eingeführt. Diese Maßnahme hat die Verkehrsstauungen, die auch durch die Mautstellen verursacht wurden, wesentlich eingeschränkt, was die Nutzung des Tunnels vereinfachte und den Nutzern Zeit sparte. Seit 2009 gibt es eine variable Maut von zwischen AU-$ 2,50 und AU-$ 4,00, je nach Tageszeit. Die Maut wird an der südlichen Einfahrt in den Tunnel erhoben.

## Kreuzungen und Anschlüsse

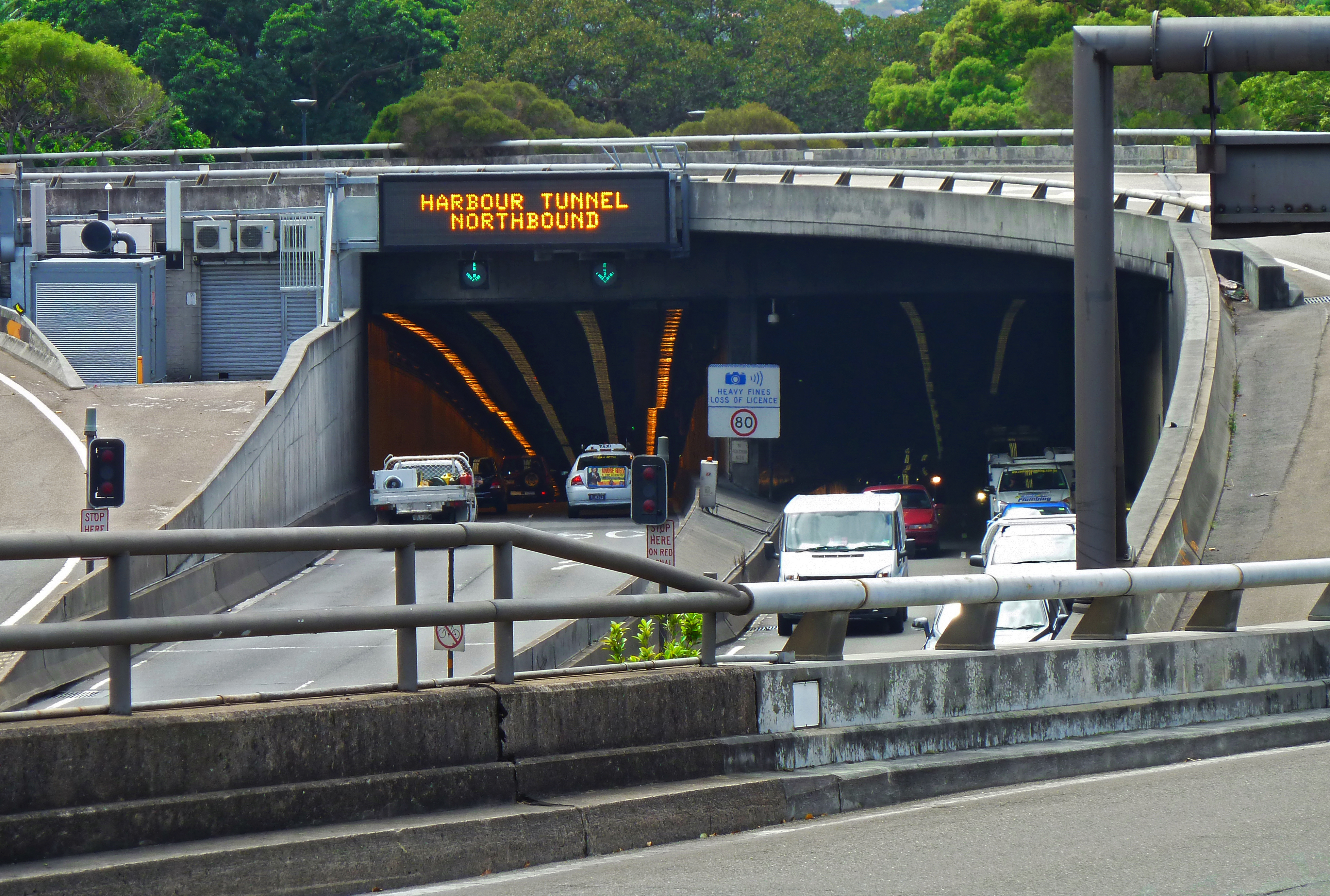
Südliche Einfahrt in den Sydney-Harbour Tunnel

| Sydney Harbour Tunnel                                                             |                               |                                      |                                                                                    |
| Anschlüsse Richtung Norden                                                        | Entfernung nach Brisbane (km) | Entfernung zum Flughafen Sydney (km) | Anschlüsse Richtung Süden                                                          |
| Ende Sydney-Harbour-Tunnel weiter als Warringah Freeway nach Newcastle / Brisbane | 932                           | 15                                   | Beginn Sydney-Harbour-Tunnel vom Warringah Freeway                                 |
| UNTERQUERUNG DES PORT JACKSON                                                     | –                             | –                                    | UNTERQUERUNG DES PORT JACKSON                                                      |
| Beginn Sydney-Harbour-Tunnel weiter vom Cahill Expressway                         | 935                           | 12                                   | Ende Sydney-Harbour-Tunnel weiter als Cahill Expressway nach Wollongong / Canberra |